# Pista ciclabile Rossana Maiorca
La Pista ciclabile Rossana Maiorca è un sentiero ciclopedonale situato nella periferia della città di Siracusa e collega il Monumento ai Caduti italiani d'Africa alla stazione di Targia. Aperta nel 2008, sostituisce l'antico tracciato ferroviario che collegava la stessa stazione di Targia a quella di Siracusa.

## Storia
Il tracciato ferroviario lungo il tratto di costa a nord di Siracusa fu dismesso a seguito della realizzazione della nuova linea ferroviaria prevalentemente sotterranea che, dal 21 giugno 1998, consente il transito dei treni da\per Targia evitando le interferenze con la città e raddoppiando nel contempo il binario di percorrenza. 
Con la dismissione della tratta si aprì un dibattito riguardo alla nuova destinazione d'uso. Le ipotesi erano la conversione in una sorta di circonvallazione a scorrimento veloce, o in metropolitana di superficie per collegare la zona nord con quella sud, o in pista ciclabile per riqualificare tutta l'area permettendo anche una fruizione ecosostenibile in vista di un futuro Parco delle mura dionigiane. L'area è stata oggetto della nona edizione dei concorsi EUROPAN, il famoso concorso europeo per giovani progettisti, e tutti i progetti premiati proponevano la soluzione della pista ciclabile. Quindi alla fine è prevalsa quest'ultima opzione. Il percorso naturalistico-storico è stato inaugurato nel 2009 in occasione del G8 ambiente tenuto a Siracusa.
Nel 2013 è stata intitolata alla campionessa di apnea e figlia di Enzo Maiorca, Rossana Maiorca.
Nel 2014, a seguito di un accordo tra il Comune e la ditta che gestisce la pubblica illuminazione, sono stati avviati i lavori di riqualificazione del tracciato per il ripristino del manto e la creazione di un'illuminazione pubblica per l'intero percorso.
Il 12 dicembre 2015, lungo il percorso, viene inaugurato il Parco delle sculture (progetto del Comune finanziato con Fondi Europei e chiamato Rebuilding the future) affinché l'area possa diventare un luogo di attrazione turistico-culturale.

## Luoghi di interesse attraversati

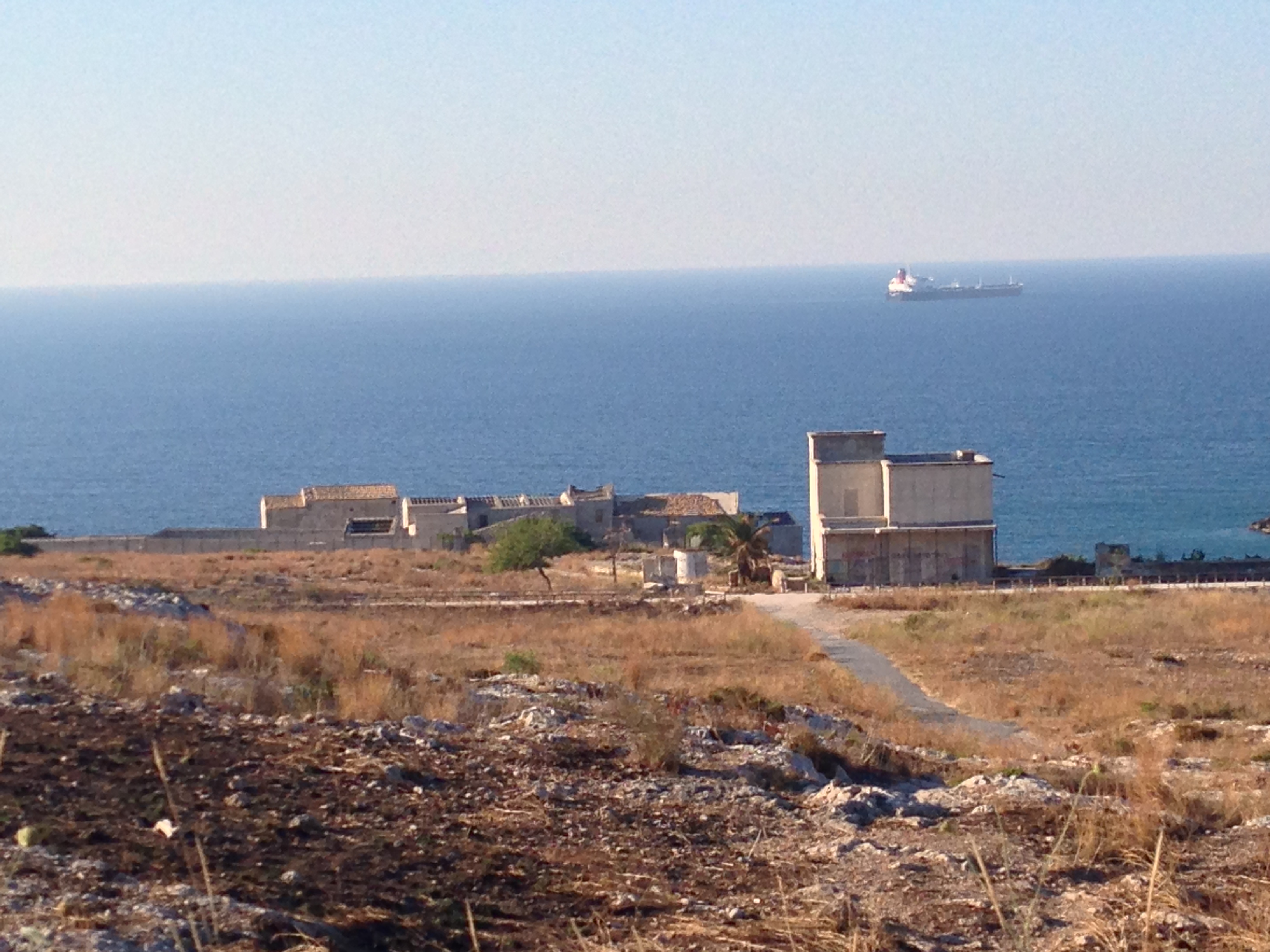
La pista ciclabile con accanto la ex stazione, in fondo la tonnara di Santa Panagia.

L'intero sentiero presenta diversi luoghi di interesse storico e naturalistico. Inizia dalla Borgata Santa Lucia e precisamente dall'ex passaggio a livello di via Piave su marciapiede diviso in due parti, uno per i ciclisti e uno per i pedoni, per poi congiungersi tramite via dell'unità d'Italia (ottenuta dal riempimento fino in superficie della parte di ferrovia che era in trincea e quindi sotto il livello stradale) con il tratto sterrato da piazza Cappuccini a contrada Targia, precisamente fino all'ex mattatoio, oggi trasformato in centro comunale di raccolta. Proprio in piazza Cappuccini è possibile visitare le vicine latomie accessibili dal convento dei Frati Cappuccini appunto. Lungo il percorso si trova innanzitutto la terrazza panoramica sul mare dominata dal suddetto monumento ai caduti.
Più avanti e dai vari accessi laterali è possibile esplorare il promontorio ammirando le sue isole e i suoi scogli, tra cui quelli del Carabiniere e dei Due Fratelli e le insenature tra cui quella dei piliceddi, chiamata così nella lingua locale perché ha delle vaschette naturali d'acqua bassa simili a pile, cioè ai lavabi domestici. È possibile anche scendere nei solarium sottostanti, che negli ultimi anni vengono montati prima o durante il periodo estivo, per dare la possibilità ai siracusani e ai turisti di potersi bagnare nel mare cittadino. Il sentiero presenta ancora i pali dell'alta tensione usati in precedenza per la linea ferrata, oltre ai resti di alcuni caselli e all'edificio abbandonato e murato della ex stazione di Santa Panagia, dietro la quale c'è la ex tonnara e nella parte sottostante la cava omonima (l'unica degli Iblei a contatto con il mare) con varie grotte naturali e artificiali; in una di queste si trova la chiesa rupestre bizantina dedicata alla Madonna; con un sentiero naturale scoperto recentemente (precisamente nel gennaio 2021) situato in mezzo alla folta vegetazione spontanea, si scende dalla scala monumentale di Santa Panagia intagliata nella roccia; poco più avanti c'è la sorgente dell'acqua delle colombe che sgorga ad un metro sul livello del mare e dalla punta di un antichissimo vulcano spento; in un'altra insenatura si ipotizza che i greci abbiano costruito il porto del Trogilo in cui è incastonata la caratteristica spiaggetta di Targia situata sugli affioramenti lavici derivanti dall'attività vulcanica sottomarina iblea risalente al Cretacico; infine, al termine del percorso in contrada Targia, una piccola necropoli e le antiche carraie greche dirette a Catania, tra cui la porta Scea che faceva parte del sistema difensivo delle mura dionigiane che tagliano il percorso in più parti. 
Intorno a tutto ciò, sono visibili anche diverse cave di pietra bianca con blocchi appena sbozzati, e alcuni bunker usati durante la seconda guerra mondiale.

## Flora e fauna
Parallelamente al sentiero artificiale, lungo la costa è possibile percorrere dei sentieri naturali a picco sul mare costituiti da erbe, fiori e piante della macchia mediterranea, a cui si aggiungono diverse palme. Per quanto riguarda la fauna, la zona è popolata da alcune specie di volatili, tra cui aironi, colombi e gabbiani, e quindi prevalentemente avifaunistica.

## Galleria d'immagini

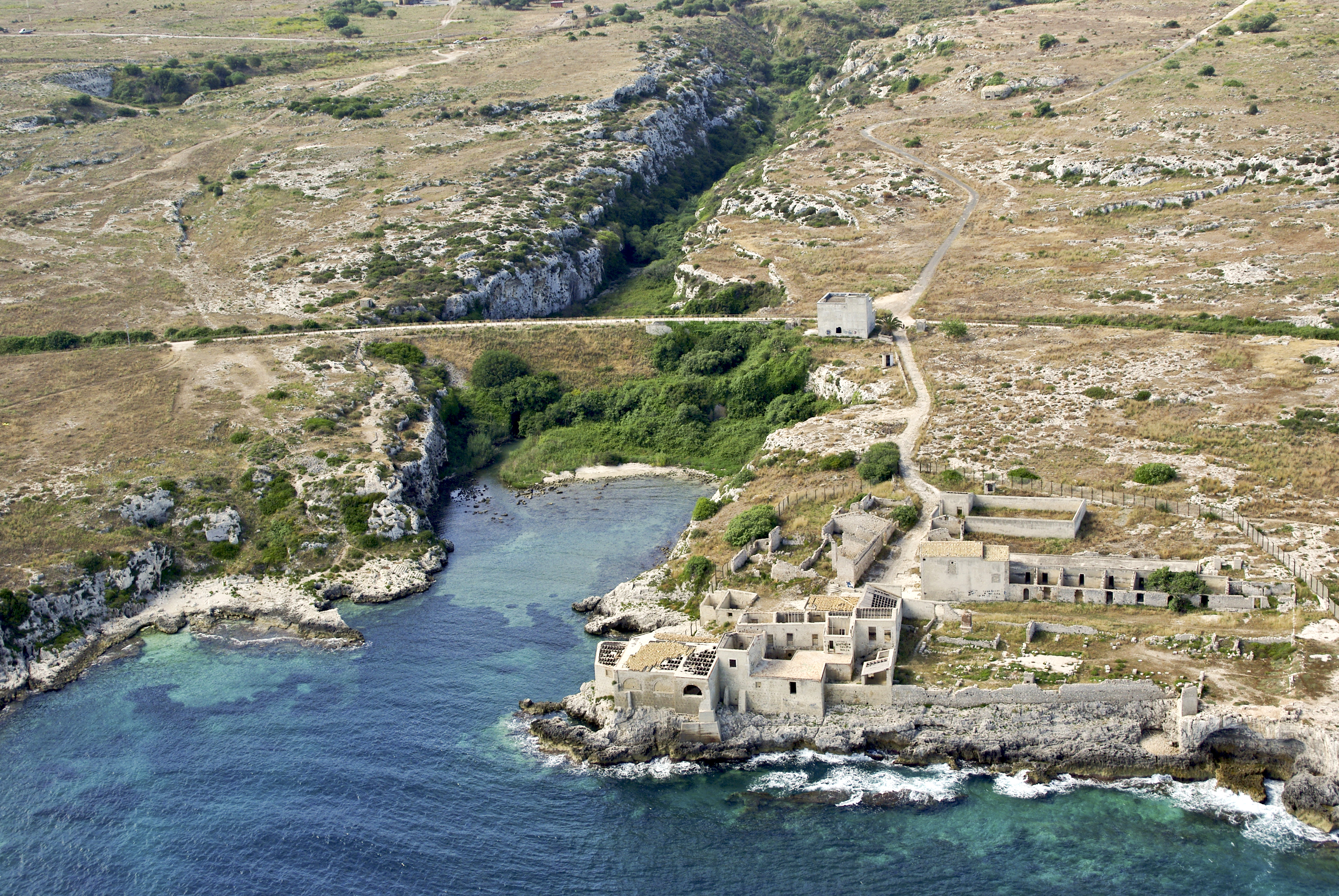
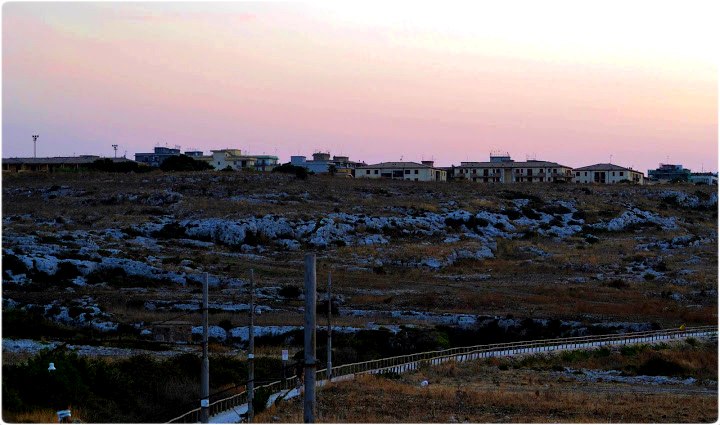
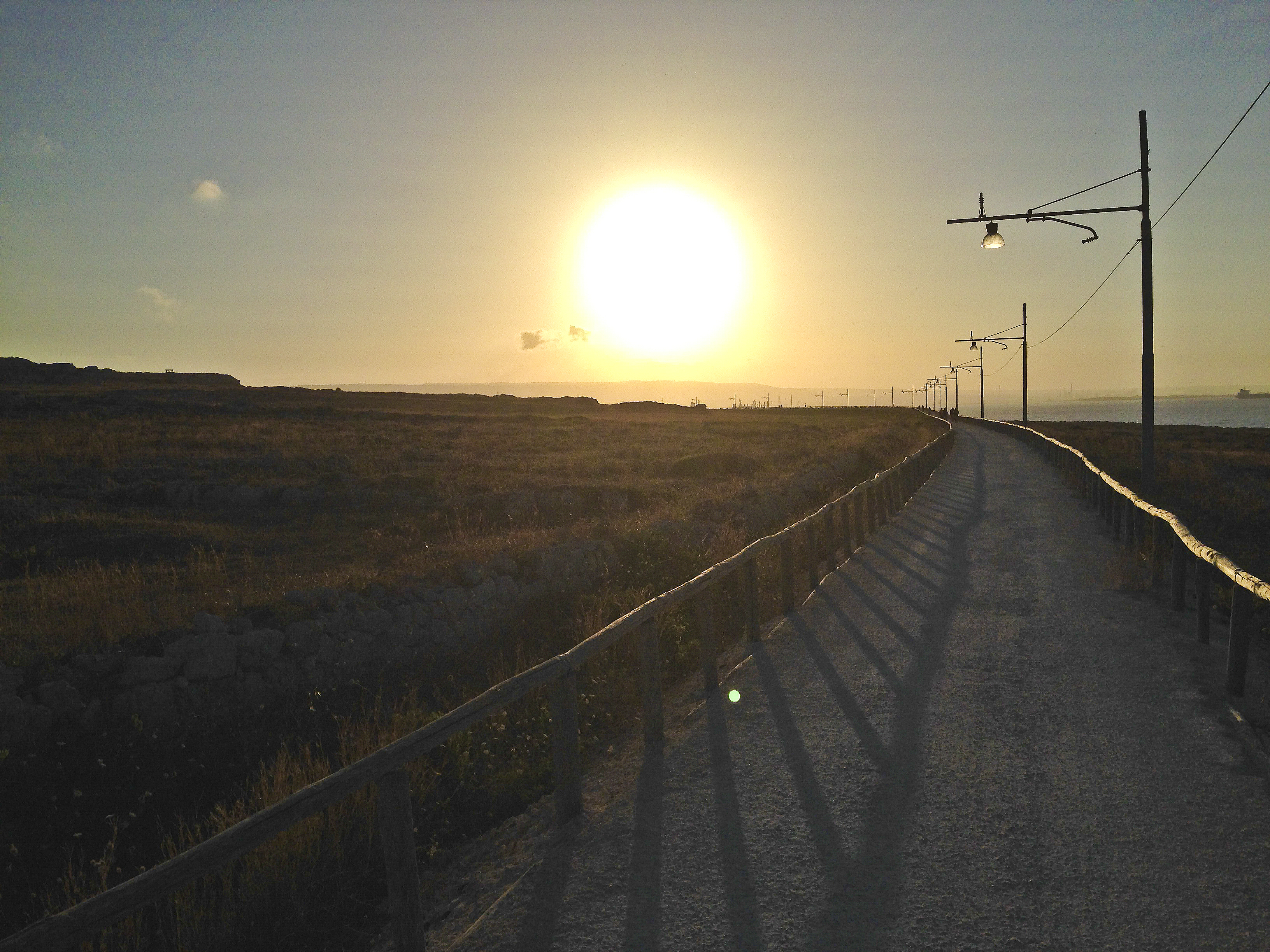
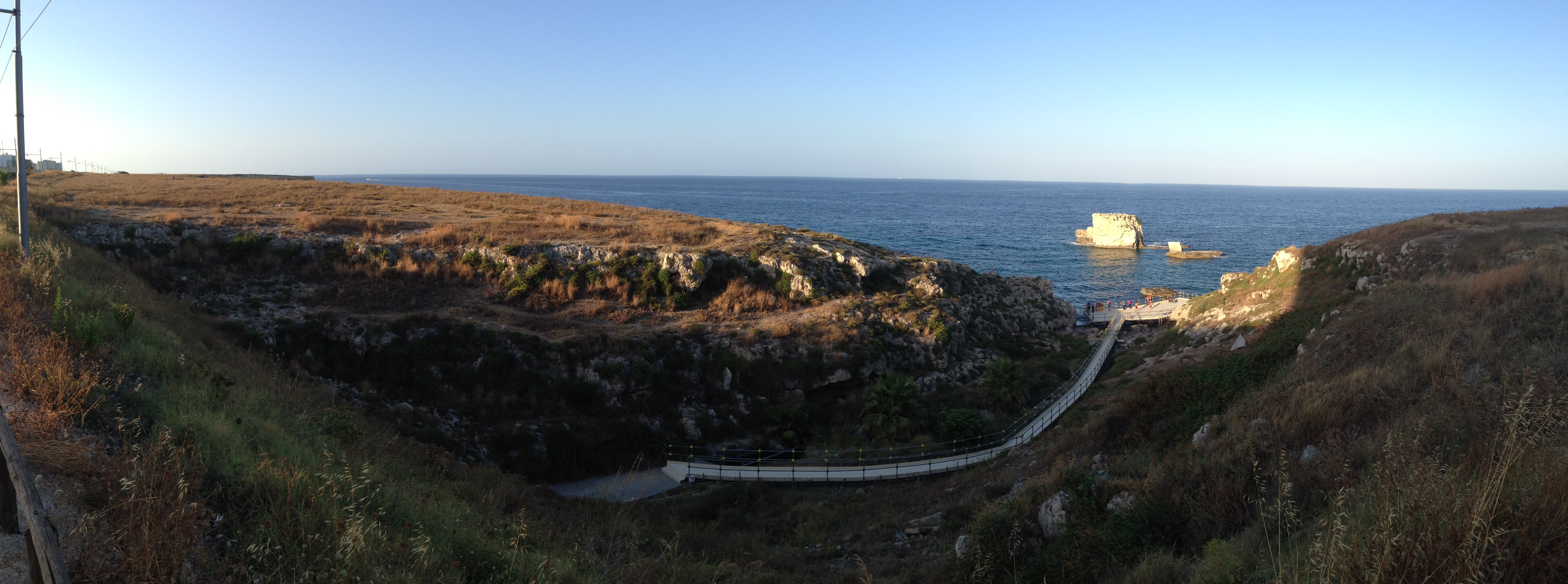